# 二分音符

図1: 幹が上向きの二分音符、幹が下向きの二分音符、二分休符

二分音符（にぶおんぷ、アメリカ英語：half note、イギリス英語：minim）は、全音符の半分の長さ、四分音符の2倍の長さで演奏される音符。中世初期の音楽の記譜法で使われた5つの音符の中で最も短いものであったことから、「最小」を意味するラテン語minimaがついている(Morehen and Rastall 2001)。4を下に書く拍子記号、例えば4/4や3/4の場合、二分音符は2拍分の長さである。ただし下の数字が2（alla breve, 2/2を含む）の場合、二分音符は1拍分の長さである。
二分音符は、全音符のように中空で楕円形の符頭と。四分音符のように旗のないまっすぐな符幹で表記される（図1参照）。二分休符は同じ長さの無音を表す。二分休符は五線譜の中線の上に置かれる中黒の長方形で表記されるが、ポリフォニック音楽では別の線や加線に移動させる必要があることもある。他の音符の符幹同様、二分音符も五線譜の中線より下にあるとき（声楽譜では中線上または中線より下にあるとき）には符頭の右側に上向きに幹を書き、中線上または中線より上にあるとき（声楽では中線より上にあるとき）には符頭の左側に下向きに幹が書かれる。
アメリカ英語のhalf noteは、ドイツ語のhalbe Noteを19世紀に翻訳借用したものである。
カタルーニャ語、フランス語、スペイン語における名前（「白」を意味する）はminimaが定量白記譜法の中で最小の中空音符であったことに由来するが、これは現在でもあてはまる。それ以前の黒記譜法の形は現在の四分音符に似ている。ギリシア語、中国語、日本語、韓国語における名前は「半分」を意味し、ギリシア語では現代的な用語(miso – μισό)と古い用語(imisi – ήμισι)が使われている。